# Rafael Luis Gumucio Vergara
Rafael Luis Gumucio Vergara (Santiago, 24 de marzo de 1877 - ibídem, 14 de junio de 1947) fue un político y abogado chileno.

## Primeros años de vida
Fue hijo de Rafael Bautista Gumucio Larraín, escritor y político conservador y de Gertrudis Vergara Correa. Nieto de Diego Vergara Albano y sobrino de Diego Vergara Correa y José Bonifacio Vergara Correa.Primo y amigo del crítico Literario Pedro Nolasco Cruz Vergara
Inició sus estudios primarias y de humanidades en los Padres Franceses y el Colegio San Ignacio. Los cursos superiores los pasó en la Escuela de Derecho de la Universidad Católica de Chile de Santiago, donde obtuvo su título de abogado en 1904, su tesis versó “De la Naturalización y de sus Efectos Políticos y Civiles”.

### Matrimonio y descendencia
Contrajo matrimonio con Amalia Vives Vives, con quien tuvo 9 hijos, que son Rafael, Vicente, Esteban, Amalia, Juanita, Lucía, Pedro, Pablo y Teresa. A través de su hijo Rafael es bisabuelo del escritor Rafael Gumucio y del político y cineasta Marco Enríquez-Ominami Gumucio.

## Vida laboral
Su carrera profesional la inició en forma independiente, especializándose en la tramitación de juicios civiles.
Sin embargo, en forma paralela, se dedicó a una de sus auténticas vocaciones, el periodismo, colaborando en varios periódicos y redactando el diario “El Porvenir”, perteneciente al Arzobispado y de “El Diario Popular” (1906-1908).
Redactor del diario La Unión de Valparaíso y también de El Diario Ilustrado (1908-1915). Ambos voceros de la Iglesia y donde más tarde, llegó a ser director. En esta misma línea fue el redactor y director de la revista Zig-Zag.

## Carrera política

### Diputado
Militante del Partido Conservador, fue elegido diputado por Quillota y Limache en dos períodos consecutivos (1915-1921). Integró en estos períodos legislativos la Comisión permanente de Instrucción Pública.
Fue reelegido al Congreso, esta vez por San Antonio, Melipilla y La Victoria (1921-1924), integró en la oportunidad la Comisión permanente de Corrección de Estilo.
Luego fue elegido diputado por Santiago (1924-1927), sin embargo no logró terminar su período tras la disolución del Congreso el 11 de septiembre de 1924 por Decreto de la Junta de Gobierno.
Tras rearticularse la democracia con la Constitución de 1925, fue elegido diputado por la séptima agrupación departamental “Santiago” para el período 1926-1930, y presidió la Cámara de Diputados (1 de marzo al 28 de octubre de 1926).
Fue un gran defensor de las ideas conservadoras, vicepresidente del partido (1923-1926) y presidente del mismo (1931-1932), siendo además miembro de la Junta Ejecutiva.

### Exilio y acercamiento a la ideología socialcristiana
Durante la dictadura de Carlos Ibáñez del Campo fue arrestado y deportado a Bélgica, donde falleció su esposa Amalia Vives. En 1931 inició un diálogo con los jóvenes conservadores de la época, que tenían ideas opuestas a las suyas, y comprendió que era necesario revisar sus antiguas concepciones partidistas.
Mantuvo estos diálogos con los jóvenes Eduardo Frei Montalva y Manuel Antonio Garretón Walker, los que influyeron en él, acercándolo al social cristianismo y criticando el capitalismo individualista, y finalmente identificándose con la doctrina social de la Iglesia Católica.

### Senador
Fue elegido senador de la República, por la cuarta agrupación provincial “Santiago”, para el período 1933-1941. Integró la Comisión permanente de Gobierno y de Educación Pública.
Al final de su período legislativo fue parte de la transformación conservadora que quebró al partido en 1938 en torno a la candidatura presidencial de Gustavo Ross Santa María y los jóvenes que no mantenían esa postura, fundándose, con su ayuda, la Falange Nacional, que posteriormente se convertiría en la Democracia Cristiana.

## Otras actividades
Fue Consejero de la Caja Hipotecaria (1941) y fiscal de la misma (1942). Viajó a Europa donde fue mayormente influenciado por las corrientes Social Cristianas de Europa Occidental. Fue miembro del Club de La Unión y del Club Hípico, además de vicepresidente (1944) de la Sociedad Nacional de Agricultura (SNA).